# Hornos (Jaén)
Hornos (manchmal auch Hornos de Segura genannt) ist ein südspanischer Ort und eine aus dem Hauptort sowie mehreren Weilern (aldeas) und Einzelgehöften bestehende Gemeinde (municipio) mit insgesamt 573 Einwohnern (Stand: 2024) im Süden der Provinz Jaén in der autonomen Region Andalusien. Der Ort ist als Conjunto histórico-artístico anerkannt.

## Lage
Der Ort Hornos liegt in der Sierra de Segura gut 136 km (Fahrtstrecke) nordöstlich der Provinzhauptstadt Jaén bzw. ca. 220 km nordöstlich von Granada in einer Höhe von ca. 840 bis 880 m ü. d. M. Das Klima im Winter ist gemäßigt, im Sommer dagegen warm bis heiß; die geringen Niederschlagsmengen (ca. 410 mm/Jahr) fallen – mit Ausnahme der nahezu regenlosen Sommermonate – verteilt übers ganze Jahr.

## Bevölkerungsentwicklung
| Jahr      | 1857  | 1900  | 1950  | 2000 | 2020 |
| --------- | ----- | ----- | ----- | ---- | ---- |
| Einwohner | 1.347 | 1.796 | 3.012 | 678  | 605  |

Der deutliche Bevölkerungsrückgang in der zweiten Hälfte des 20. Jahrhunderts ist im Wesentlichen auf die Mechanisierung der Landwirtschaft und den damit einhergehenden Verlust an Arbeitsplätzen zurückzuführen.

## Wirtschaft
Hornos liegt im Osten der schier endlosen Olivenbaumplantagen der Provinz Jaén; daneben werden die großen Waldbestände der Region auch forstwirtschaftlich genutzt. Früher wurden auch Getreide, Weinreben etc. zur Selbstversorgung angepflanzt; Gemüse stammte aus den Hausgärten. Im Ort selbst haben sich Kleinhändler, Handwerker und Dienstleistungsbetriebe aller Art angesiedelt. Daneben gibt es mehrere Ferienhäuser (casas rurales).

## Geschichte
Auf dem Gemeindegebiet wurden stein- und bronzezeitliche Funde entdeckt. Bereits vor und während der Römerzeit wurde in der Region Erzbergbau betrieben; aus der Römerzeit stammen zahlreiche Kleinfunde. Zu Beginn des 8. Jahrhunderts wurde die Gegend von den Mauren überrannt; sie nannten den Ort Fornus. Nach dem Ende des Kalifats von Córdoba (1031) wurde die abgelegene Gegend Bestandteil des Taifa-Königreichs Jaén. Um die Mitte des 12. Jahrhunderts wurde der Ort dem gerade neu entstandenen Almohadenreich einverleibt, welches sich nach der Niederlage in der Schlacht bei Las Navas de Tolosa (1212) zunehmenden Angriffen seiner muslimischen (Ibn Hud, Muhammad I. ibn Nasr) und christlichen Nachbarn ausgesetzt sah. Im Jahr 1239 wurde Hornos von den Christen zurückerobert (reconquista) und dem Santiago-Ritterorden übergeben. Mit dem Alhambra-Edikt (1492) der Katholischen Könige begann die Vertreibung der sephardischen Juden; in den Jahren um 1610 wurden die letzten Muslime (Morisken) ebenfalls ausgewiesen.

## Sehenswürdigkeiten

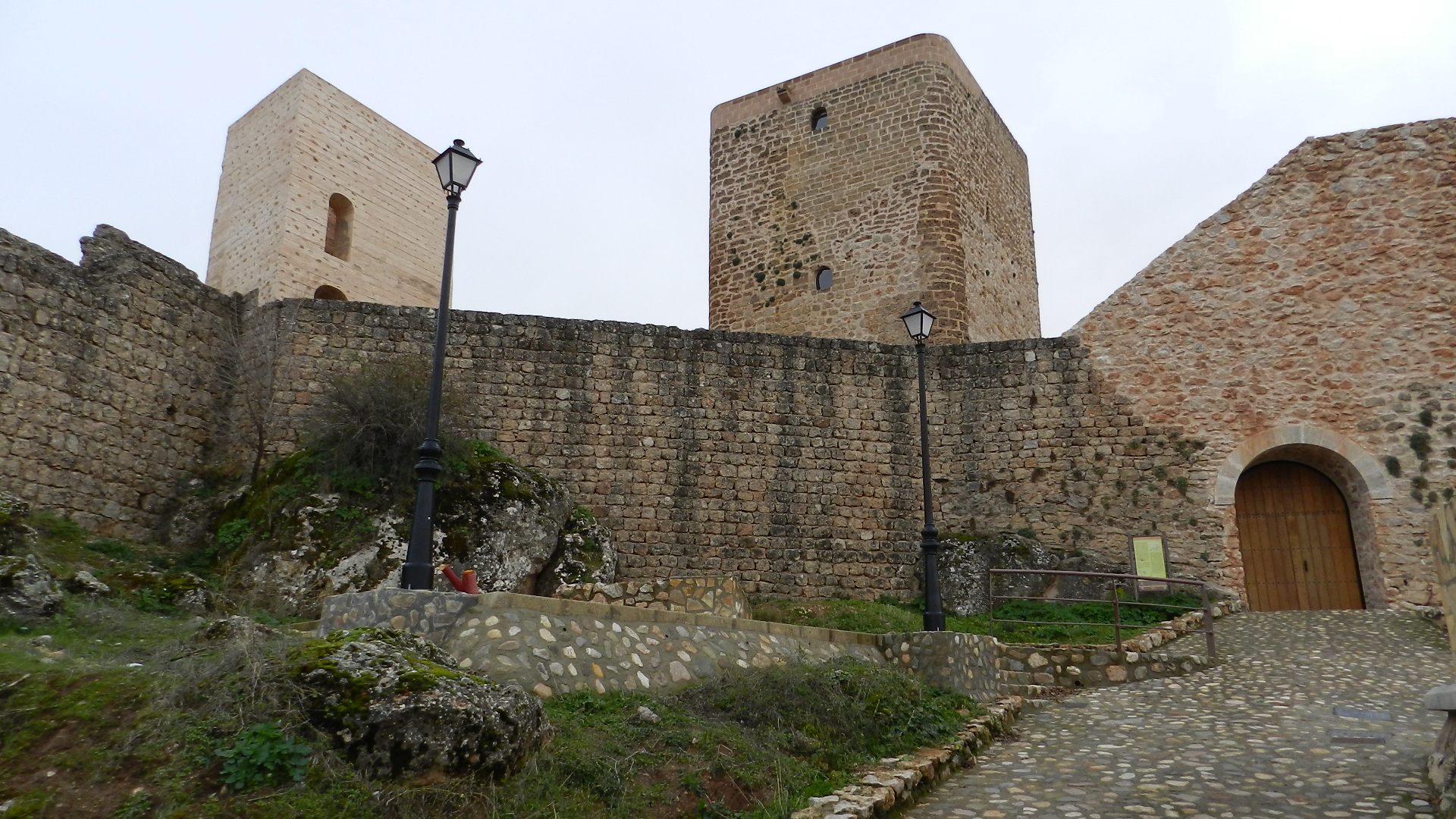
Castillo

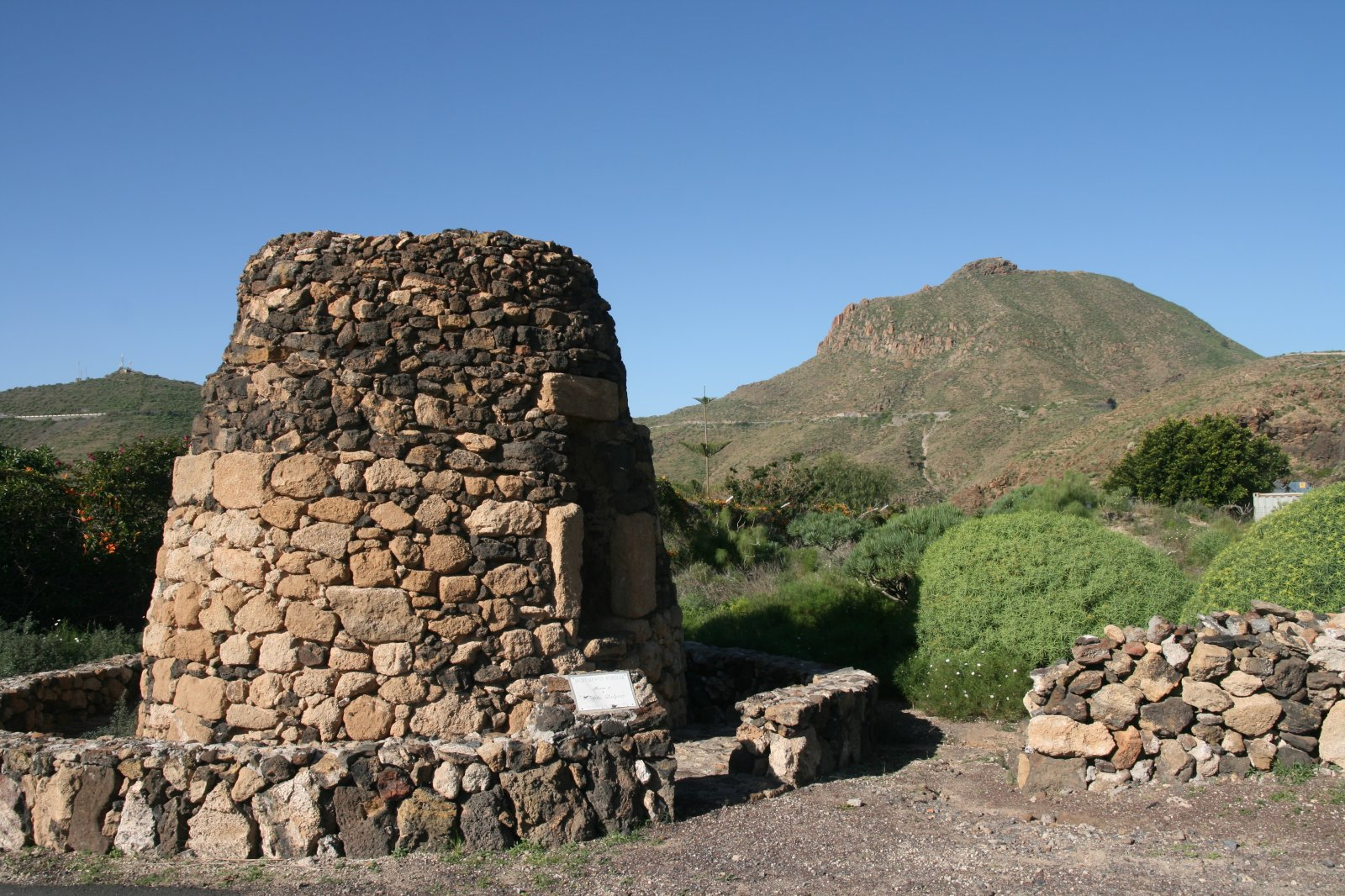
Brennofen

- Eine Festungsanlage (hisn) bestand wohl schon in maurischer Zeit; die heutige Burgruine mit ihrem an den Ecken abgerundeten Bergfried (torre del homenaje) dürfte jedoch im Wesentlichen dem christlichen Mittelalter zuzuordnen sein. In ihrem Hofbereich befindet sich eine Zisterne (aljibe). Heute befindet sich in den alten Mauern eine astronomische Forschungs- und Informationsstelle (Cosmolarium).[10]
- Der gesamte Ort war umgeben von einer noch in Teilen erhaltenen Stadtmauer (muralla).[11]
- Die Iglesia de Nuestra Señora de la Asunción ist der Himmelfahrt Mariens geweiht und befindet sich auf einem Felsvorsprung am Ortsrand. Der heutige Bau entstand in den Jahren 1523 bis 1550; das Südportal zeigt platereske Stilformen. An das rippengewölbte Kirchenschiff wurden später Seitenkapellen angebaut. Größter Schatz der Kirche war eine sogenannte Alhambra-Vase, die sich heute im Archäologischen Nationalmuseum von Madrid befindet.[12]
- Die abgewinkelte Bauweise der größtenteils aus grob behauenen Steinquadern errichteten Puerta de la Villa erinnert stark an almohadische Torbauten.[13]

Umgebung
- Die waldreiche Umgebung des Bergdorfs lädt zum Wandern ein. Man stößt dabei auf mehrere alte Brennöfen, die noch bis ins 19. oder frühe 20. Jahrhundert in Betrieb waren.